# Sylvie Meis
Sylvie Françoise Meis, nota anche come Sylvie van der Vaart (Breda, 13 aprile 1978), è una modella e showgirl olandese.

## Biografia
Nata a Breda, città situata nel Brabante Settentrionale dei Paesi Bassi, ha origini indiane. Ha studiato come responsabile delle risorse umane. 

### Carriera
A 18 anni ha iniziato a lavorare come modella, collaborando con diverse agenzie di casting. Ha poi acquisito notorietà come presentatrice televisiva del canale musicale MTV dei Paesi Bassi, conducendo programmi di intrattenimento (MTV Awards) e interviste con popstar come Britney Spears e Kylie Minogue. Nel 2002 le è stato assegnato un ruolo nella serie televisiva belga-olandese Costa!, che ha mantenuto fino al 2004. Nel 2003 ha inoltre condotto il programma Après Pista!, che anticipava il telefilm Pista! dove lei stessa aveva un ruolo, e ha partecipato ad una puntata del talk Barend en Van Dorp. Nello stesso anno è stata inoltre eletta come donna più sexy dei Paesi Bassi
Nel 2004 ha partecipato ad un episodio della serie televisiva Pulse e ha condotto sul canale MTV dei Paesi Bassi i TMF Awards 2004. Nello stesso periodo ha inoltre lanciato sul mercato dei Paesi Bassi Pure by Sylvie, una sua linea di gioielli personale.
Nel 2006 i giornali le hanno assegnato il titolo Miss Bundesligaed ha ampliato la sua linea di gioielli, lanciandola anche sul mercato tedesco. Dal 2008 al 2011 è stata inoltre membro della giuria del programma tedesco Das Supertalent accanto a Dieter Bohlen e Bruce Darnell.
Nel 2009 viene inserita nella classifica Woman of the Year 2009 della rivista Maxim ed è stata testimonial Gillette Fusion in Germania.Il 16 giugno dello stesso anno ha annunciato di essere affetta da un cancro al seno, per il quale si è poi sottoposta ad intervento chirurgico e chemioterapia. Dopo l'evento è diventata testimonial della fondazione tedesca dei donatori di midollo osseo ed ha sostenuto la campagna Nastro Rosa per aumentare gli screening e la diagnosi precoce per questa tipologia di tumori.
Nel 2010 è stata testimonial Gillette insieme al tennista Roger Federer e Radio Regenbogen l'ha nominata come Media Woman Of The Year. Dallo stesso anno e fino al 2013 è stata inoltre testimonial della hairline L'Oréal Professional.
Nel 2011 ha collaborato con l'azienda di telefonia The Phone House Telecom ed ha lanciato anche un profumo, Coal Diamond by Sylvie van der Vaart. Ha inoltre partecipato allo show di danza tedesco Let Dance, raggiungendo il secondo posto. 
Nel 2012 ha ricevuto, per la partecipazione al programma di danza, il Television Award tedesco ed è stata scelta come testimonial Philips. Nello stesso anno ha iniziato una collaborazione con il marchio di abbigliamento Hunkemöller, per cui ha iniziato a realizzare diverse linee di biancheria intima, costumi da bagno, abbigliamento per lo sport. 
Nel 2015 ha iniziato una collaborazione con il marchio di calzature Deichmann, per cui realizza ha realizzato una collezione chiamata Sylvie Meis for Deichmann ed ha recitato nel film tedesco Sophie Kocht.

## Vita privata
Nel 2003 si è legata sentimentalmente al calciatore olandese Rafael van der Vaart, che ha sposato nel 2005 prendendone anche il cognome. La coppia ha avuto un figlio, Damián Rafael van der Vaart, nato nel 2006. Nel 2013 i due hanno annunciato ufficialmente tramite l'avvocato di famiglia la fine del matrimonio; con il divorzio ha deciso di tornare ad utilizzare il cognome Meis.
Nell'aprile 2017 ha annunciato il proprio fidanzamento con l'uomo d'affari Charbel Aouad, tuttavia, nell'ottobre dello stesso anno la coppia si è separata. Nel 2019 ha avuto una breve relazione con il produttore cinematografico olandese Bart Willemsen; al termine della relazione con Willemsen si è legata sentimentalmente all'artista Niclas Castello, con il quale si è unita in matrimonio il19 settembre 2020 a Firenze. La coppia ha annunciato la propria separazione a febbraio 2023. 
La Meis vive attualmente ad Amburgo-Eppendorf. Il figlio Damian si è invece trasferito a vivere con suo padre in Danimarca dove ha seguito le orme del padre militando nella squadra U15 del club Esberg fB.